# Danny Welbeck
Daniel Nii Tackie Mensah "Danny" Welbeck (n. 26 noiembrie 1990, Longsight, Manchester), este un fotbalist britanic, care joacă pe post de atacant la Brighton în Premier League. Pe plan internațional, are prezențe la națională pentru Anglia U16⁠(d), Anglia U17⁠(d), Anglia U18⁠(d), Anglia U19⁠(d), Anglia U-21⁠(d) și Anglia.